# Andrew DeClercq
Andrew Donald DeClercq (Detroit, Michigan, 1. veljače 1973.) umirovljeni je američki profesionalni košarkaš. Igrao je na poziciji centra ili krilnog centra, a izabran je u 2. krugu (34. ukupno) NBA drafta 1995. od strane Golden State Warriorsa.

## NBA karijera
Izabran je kao 34. izbor NBA drafta 1995. od strane Golden State Warriorsa. U Warriorsima je proveo dvije sezone te je u ljeto 1997., kao slobodan igrač, potpisao za Boston Celticse. 11. ožujka 1999. DeClercq je mijenjan u Cleveland Cavalierse zajedno s Andreom Millerom u zamjenu za Vitalija Potapenka. Nakon samo jedne sezone u dresu Cavaliersa, DeClercq je mijenjan u Orlando Magice u zamjenu za Matta Harpringa, gdje je 2005. godine i završio svoju profesionalnu karijeru. Tijekom desetogodišnje NBA karijere, DeClercq je ostvario prosjek od 4.8 poena i 4.2 skokova po utakmici.

## Vanjske poveznice
- Profil na NBA.com
- [neaktivna poveznica] na Basketball-Reference.com